# Nemaspela kovali
Espèce
Nemaspela kovali est une espèce d'opilions dyspnois de la famille des Nemastomatidae.

## Distribution
Cette espèce est endémique de Kabardino-Balkarie en Russie. Elle se rencontre dans les grottes Fontanka, Otte-Shik, Omega-12 et Omega-15.

## Description
Le mâle holotype mesure 1,92 mm et la femelle paratype 1,78 mm.

## Systématique et taxinomie
Cette espèce a été décrite par Chemeris en 2009.

## Étymologie
Cette espèce est nommée en l'honneur d'Alexandr G. Koval.

## Publication originale
- Chemeris, 2009 : « New data on the harvestman genus Nemaspela Šilhavý, 1966 (Arachnida: Opiliones). » Bulletin of the British Arachnological Society, vol. 14, no 7, p. 286–296.